# 津田穣
津田 穣（つだ ゆたか、1910年〈明治43年〉8月4日 - 1955年〈昭和30年〉8月12日）は、日本のフランス文学者、翻訳家。

## 人物・来歴
京都府出身。1935年京都帝国大学文学部仏文科卒。第三高等学校講師、大阪高等学校（旧制）教授。
ブレーズ・パスカル『パンセ』の翻訳で知られる。
息子は俳優、声優、ナレーターの津田喬。

## 翻訳
- 『ロティの結婚』（ピエル・ロティ、岩波書店、岩波文庫） 1937.11  全国書誌番号:47033948NCID BN05681920
  - 『ロチの結婚』（ピエル・ロチ、世界文学社、世界文学叢書4） 1945.9 全国書誌番号:46032744NCID BN15914672
- 『サン ファミーユ（家なき児）』上・中・下（エクトル・マロ、岩波書店、岩波文庫） 1939.1-4 全国書誌番号:47035717NCID BN13820148
- 『イエス伝』（ルナン、岩波書店、岩波文庫） 1941.1 全国書誌番号:47036369
  - 『イエス伝』（ルナン、角川書店、角川文庫） 1949.11） 全国書誌番号:49009699NCID BN12875803
- 『家なき娘（アン ファミーユ）』上・下（エクトル・マロ、岩波書店、岩波文庫） 1941.8-11 全国書誌番号:20190598 全国書誌番号:20190599NCID BN01012168
- 『少年の物語』（ピエル・ロティ、岩波書店、岩波文庫） 1943.6 全国書誌番号:46032745NCID BN05623210
- 『愛の情念に関する説』（パスカル、養徳社、養徳叢書 外国篇 1009） 1947.7 全国書誌番号:46001919NCID BN08645264
  - 『愛の情念に関する説』再版（パスカル、養徳社、養徳叢書 外国篇 1009） 1948.4 全国書誌番号:48010018
- 『パンセ（未完のキリスト教弁証論）』上（パスカル、世界文学社） 1948.9 全国書誌番号:46001922 全国書誌番号:48010227NCID BN08652827
  - 『パンセ』（パスカル、新潮社） 1950.9 全国書誌番号:50004230NCID BN05414505
  - 『パンセ 冥想録』上・下（パスカル、新潮社、新潮文庫） 1952.1-2 全国書誌番号:52003196 全国書誌番号:52003197NCID BN05140057
- 『人間批評』（パスカル、アテナ書院） 1948.12 NCID BN08654731
  - 『人間批評』再版（パスカル、アテナ書院） 1949.6 全国書誌番号:49004070
- 『愛の情念に関する説 他一篇』（パスカル、角川書店、角川文庫） 1950.9 全国書誌番号:51007938NCID BN13788599
- 『パスカルの言葉』（パスカル、弘文堂、アテネ文庫） 1951.1 全国書誌番号:51000426